# Rhabditophanes insolitus
Rhabditophanes insolitus är en rundmaskart. Rhabditophanes insolitus ingår i släktet Rhabditophanes och familjen Rhabditidae. Inga underarter finns listade i Catalogue of Life.